# 李廷江
李 廷江（り ていこう、LI TingJiang、1954年 - ）は、中華人民共和国籍の政治学者・歴史学者。遼寧省瀋陽市生まれ。専門は国際関係論・近代日中関係史。中国社会科学院を経て東京大学大学院にて衞藤瀋吉に師事。1988年同博士課程修了。博士（学術）。亜細亜大学国際関係学部教授を経て、現在中央大学法学部政治学科教授（中国政治論担当）。

## 著書

### 単著
- 『日本財界と近代中国』（御茶の水書房,2003年）（日文）　ISBN 4-275-00306-3
- 『日本財界与辛亥革命』（中国社会科学出版社,1994年）（中文）

### 共編著
- 『近衛篤麿と近代中国』（原書房,2003年）（日文）
- 『中国経済の発展と改革』（御茶の水書房,1994年）（日文）
- 『近代在華日人顧問資料目録』（中華書局,1994年）（中文）